# Renault Koleos
Renault Koleos este un SUV compact, proiectat de Renault împreună cu Nissan și fabricat în uzinele Samsung Motors din Busan, Coreea de Sud. Pe piața din Coreea de Sud este vândut într-o variantă ușor diferită, numită Renault Samsung QM5.